# Cissac-Médoc
 Cissac-Médoc  là một xã thuộc tỉnh Gironde trong vùng Nouvelle-Aquitaine tây nam nước Pháp.